# Distrito Páez (Zulia)
El Distrito Páez era la entidad territorial del estado Zulia (Venezuela) que precedió al municipio Páez (hoy municipio Guajira). Ubicado en la alta Guajira, recibió el nombre del presidente de Venezuela y prócer de la independencia José Antonio Páez (1790-1873)..

## Ubicación
Limitaba al norte con la República de Colombia, al sur con el distrito Mara, al este con el Golfo de Venezuela y al oeste con la República de Colombia.

## Historia
El distrito Páez fue creado como una nueva división político territorial del estado Zulia a partir de 1880 cuando fue abolido el Territorio Federal Guajira y pasó a ser los distritos Mara y Páez. Su capital fue establecida en la población de Sinamaica.
Ubicado en la península de la Guajira, la región ha estado habitada durante milenios por los Guajiros, una población aborigen de lengua arawaca, originalmente seminómadas que practicaban la agricultura y los Añú una población indígena de lengua arawaca que habita en casas construidas sobre el agua sobre pilotes o “palafitos”, los palafitos dieron la idea a Américo Vespuccio de bautizar al territorio Venezuela durante su viaje junto a Alonso de Ojeda en 1499.
En su territorio se ubicó la primera fundación española en tierra firme la gobernación de Coquivacoa y el pueblo de Santa Cruz fundados por Alonso de Ojeda en 1501 y abandonados el mismo año.
Con la llegada de los españoles los Guajiros comenzaron el pastoreo de cabras y mulas, lo desértico e inhóspito del territorio así como la adaptación de tecnologías y recursos europeos a la cultura wayuú como la metalurgia, y los transportes facilitaron su supervivencia y no solo sobrevivieron hasta la actualidad, sino que además son por mucho el grupo aborigen más abundante de Venezuela y Colombia.
Durante la colonia la Península Guajira estuvo nominalmente bajo el control de la Nueva Granada, y fue pasada a jurisdicción de Maracaibo durante el gobierno de Joaquín Primo de Rivera en 1792.
Luego de la independencia la mayor parte de la Península Guajira paso a manos de la República de la Nueva Granada, dejándole a Venezuela solo la costa occidental del Golfo de Venezuela.
Como parte del Estado de Venezuela y la provincia de Maracaibo, y el cantón Maracaibo, los territorios de la Guajira pasaron a un régimen de administración especial conocido como Territorio Federal Guajira en 1864 administrados directamente desde Caracas.
En 1880 el Territorio Federal Guajira pasa a ser los Distritos Mara y Páez.
Durante su existencia el distrito Paéz no sufrió modificaciones en su territorio, ni en sus parroquias, salvo los tratados de límites entre Venezuela y Colombia, siendo el vigente el de 1941.
En 1987 se suscitó un incidente internacional por el tránsito de la Corbeta de Guerra Caldas cerca del archipiélago de Los Monjes, afortunadamente no pasó de un incidente diplomático.
En 1989 el distrito Páez pasa a ser municipio Páez y es electo su primer alcalde.

## Geografía
El distrito Páez estaba conformado entre 1904 y 1989 el territorio del actual municipio Páez.
Estaba constituido por la costa occidental de la península de la Guajira hasta Castilletes y al norte de los Montes de Oca.
El territorio es una sabana desértica, con vegetación xerófila, y sus habitado por el pueblo aborigen de los Guajiros o Wayuú.

## Parroquias
El distrito Páez estaba compuesto por las parroquias:
- Sinamaica
- Guajira

Y no sufrió modificaciones en toda su existencia como distrito.

## Poblaciones
Entre los pueblos que conformaban el Distrito Páez estaban:
- Sinamaica
- Paraguaipoa
- Castilletes
- Guincua
- Parsua
- Guasápatu
- Cojoro
- Cojúa
- Moina
- Guarero
- Jurubá
- Ariguapa

## Actividad económica
La agricultura de tala y roza del maíz fue la actividad original de los habitantes, luego se introdujo el pastoreo de cabras y mulas, el comercio entre Venezuela y Colombia se convirtió en el siglo XX en la principal actividad del distrito, Sinamaica en su laguna cuenta con un pequeño puerto de embarcaciones ligeras, para el transporte, el comercio y la pesca.
El turismo se desarrolló durante el siglo XX hacia la laguna de Sinamaica y las playas de Caimare Chico.

## Política
El distrito Paéz era gobernado desde su fundación por un Prefecto y un Consejo Municipal, los cuales eran elegidos por el gobierno de turno, así durante las dictaduras eran funcionarios del gobierno o militares y durante la democracia era miembros del partido gobernante de turno o partidos aliados, así hubo prefectos de AD, COPEY, URD y el MEP.
El Consejo municipal estaba constituido igualmente por funcionarios representando el gobierno de turno, durante el período democrático podían ser de un partido o una alianza de partidos como los nombrados anteriormente.
Las funciones del distrito eran más limitadas que las de las alcaldías actuales e incluían:
- Catastro
- Impuestos municipales comerciales
- Emisión de timbres fiscales
- Ornato
- Registro Civil

Funciones como vialidad, servicios, vivienda quedaban bajo la potestad exclusiva del ejecutivo nacional de turno, por medio de organismos como el Ministerio de Transporte y Comunicaciones, Gas del Distrito, Cadafe (la compañía eléctrica), El Instituto Municipal del Aseo Urbano (IMAU), El Instituto Nacional de Obras Sanitarias (INOS), El Ministerio de la Salud, el Ministerio de Educación (ME), el Instituto Nacional de la Vivienda (INAVI).
El centralismo ocasionaba el retraso de las obras, la mala planificación (sin conocer realmente la zona con proyectos hechos en Caracas) y el abandono, para lo que el distrito era impotente.
Durante su existencia las vías en mal estado hacían muy difícil el transporte por tierra por lo que el acceso era principalmente por mar, los Guajiros en su inventiva adaptaron vehículos automotores rústicos como camiones y camionetas para el transporte de pasajeros a los que llamaron chirrincheras.

## Disolución
La reforma de la constitución de Venezuela de 1961 realizada en 1989 conocida como Reforma del estado, tenía como objetivo reordenar el espacio geográfico creando la figura de los municipios, democratizar y descentralizar la administración pública creando gobernadores, alcaldes y concejales electos por el pueblo. Con tal motivo se realizó un estudio donde se dividieron algunos distritos y el distrito Páez pasó a llamarse municipio Páez y tuvo su primer alcalde electo por votación popular.
Además las alcaldías tendrían personalidad propia y no serían solo divisiones administrativas, con el derecho a establecer sus propios símbolos, y con mayor autonomía para decretar ordenanzas.
También se buscaba la descentralización pasando los servicios a compañías privadas regionales, o locales.
Los alcaldes también tendrían un presupuesto y mayores facultades que los prefectos, con responsabilidades en seguridad, servicios, vialidad, transporte y vivienda. 

## Legado
El nombre del distrito Páez se conserva en el municipio del mismo nombre.